# San Pedro Teozacoalco (kommun i Mexiko)
San Pedro Teozacoalco är en kommun i Mexiko.   Den ligger i delstaten Oaxaca, i den sydöstra delen av landet, 300 km sydost om huvudstaden Mexico City.
Följande samhällen finns i San Pedro Teozacoalco:
- San Pedro Teozacualco
- San José Río Minas
- Buenavista